# San Nazzaro Val Cavargna
San Nazzaro Val Cavargna – miejscowość i gmina we Włoszech, w regionie Lombardia, w prowincji Como.
Według danych na rok 2004 gminę zamieszkiwało 419 osób, 32,2 os./km².